# 雪崩

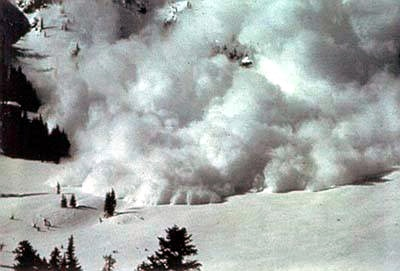
雪崩の瞬間

雪崩（なだれ、英: Avalanche）とは、山岳部の斜面上に降り積もった雪が重力の影響により「なだれ（傾れ、頽れ）落ちる」自然現象である。

## 種類

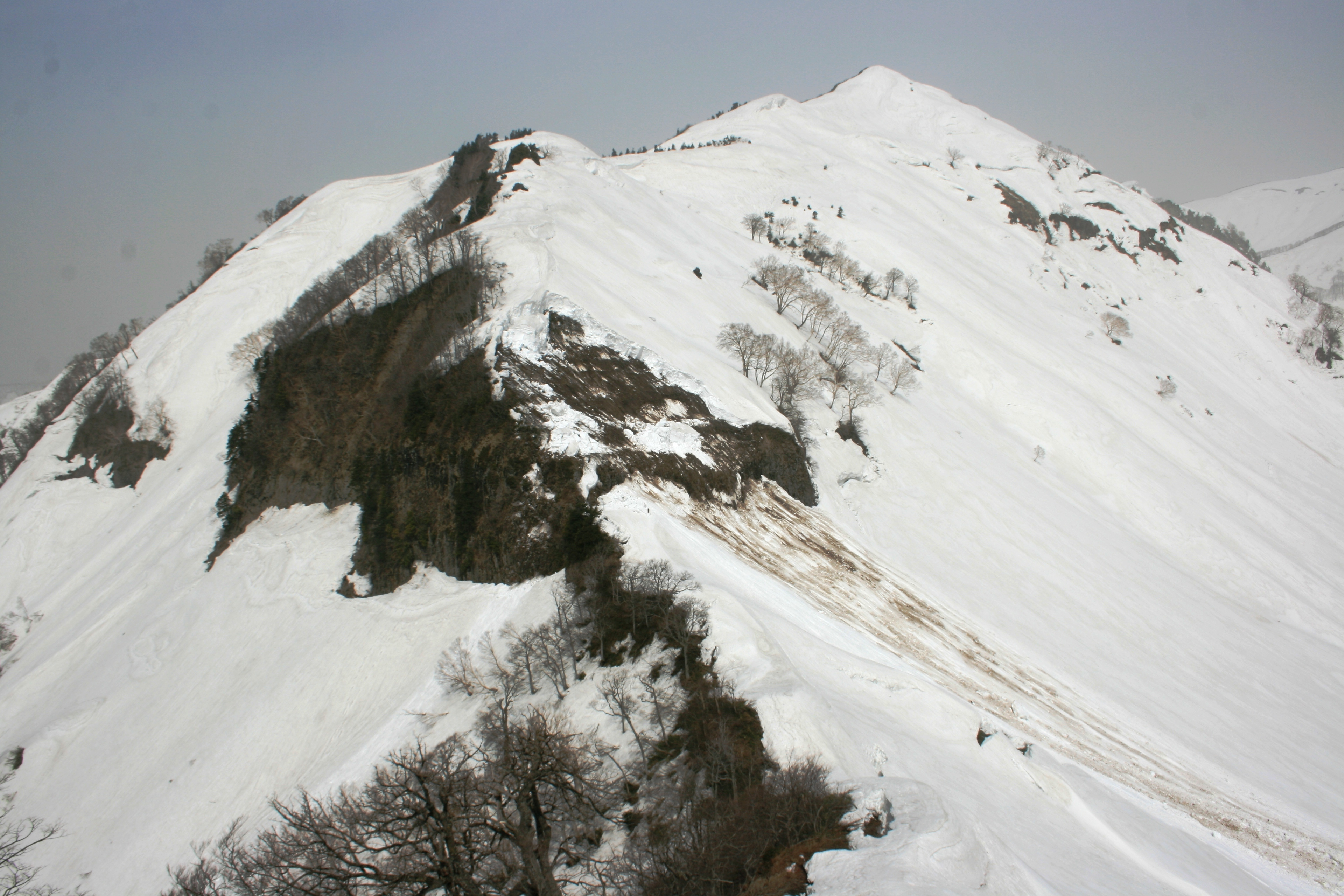
ブロック雪崩・両白山地主稜線にて

全層雪崩は土砂を巻き込みながら斜面を下る・北アルプス扇沢付近にて

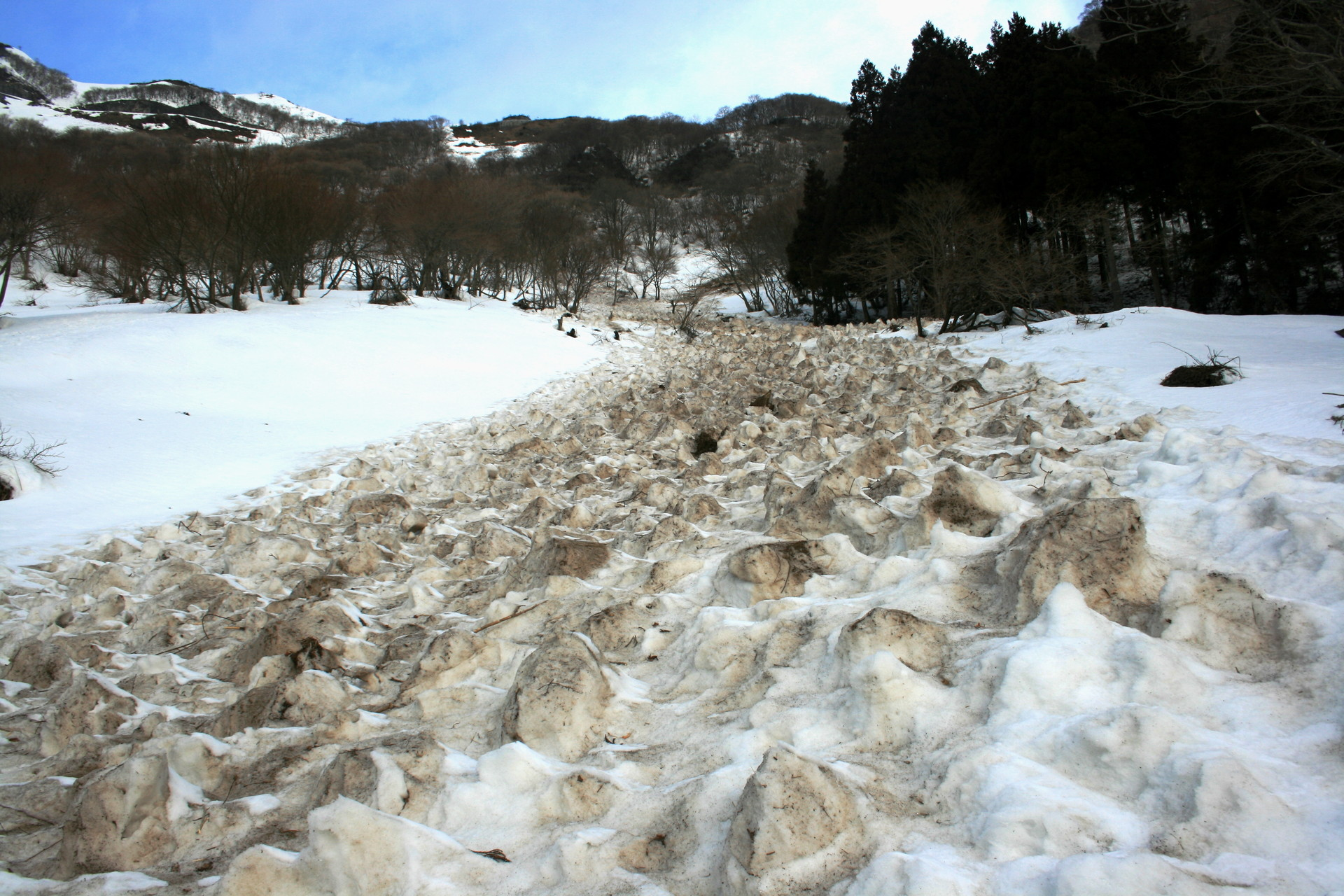
雪崩発生箇所・伊吹山東面の急斜面

雪崩の始動の仕方によって点発生/面発生、積雪のどの範囲が雪崩れたかによって表層/全層、積雪の湿り気により乾雪/湿雪、雪崩の形態により煙型/流れ型/複合型、などに分類でき、これらを組み合わせて表現する。これらとは別に懸垂氷河などの崩壊に伴う氷雪崩や雪庇の崩落によるブロック雪崩なども存在する。大量の水を含んだ雪が流動する雪崩をスラッシュ雪崩という。
よく登山者やスキーヤー、バックカントリーをする人が遭遇するものには点発生表層雪崩（スラフ）、面発生表層雪崩（スラブ）があるが、特に広範囲で一斉に雪崩が発生する面発生表層雪崩は危険度が高い。なお、大規模な煙型乾雪表層雪崩のことを特に泡雪崩といい、富山県（黒部地方）などではホウと呼ばれ恐れられている。
急斜面（傾斜30度くらい）でも起こりやすい。

## 発生条件
雪崩の発生条件は様々で、単純な一般化は難しいが、降り積もった雪粒同士の結合がなんらかの外的要因（重力、圧力、気温の上昇など）によって壊された際に発生すると言える。
雪崩が発生する危険な状態に対する注意喚起として、日本では気象庁が雪崩注意報（なだれ注意報）を発表している。なお、雪崩では注意報は発令されるが警報は存在しない。
厳冬期、急激な気温の変化は、積雪内部に大きな温度差を生じさせる。これは「しもざらめ雪」と呼ばれる弱層が形成されることが多い。また、一度に大量の降雪があると、弱層の上に積もる雪に荷重が増す。 急な斜面の場合、弱層は支持力を失いやすくなり、雪崩が発生する危険も非常に高くなる。

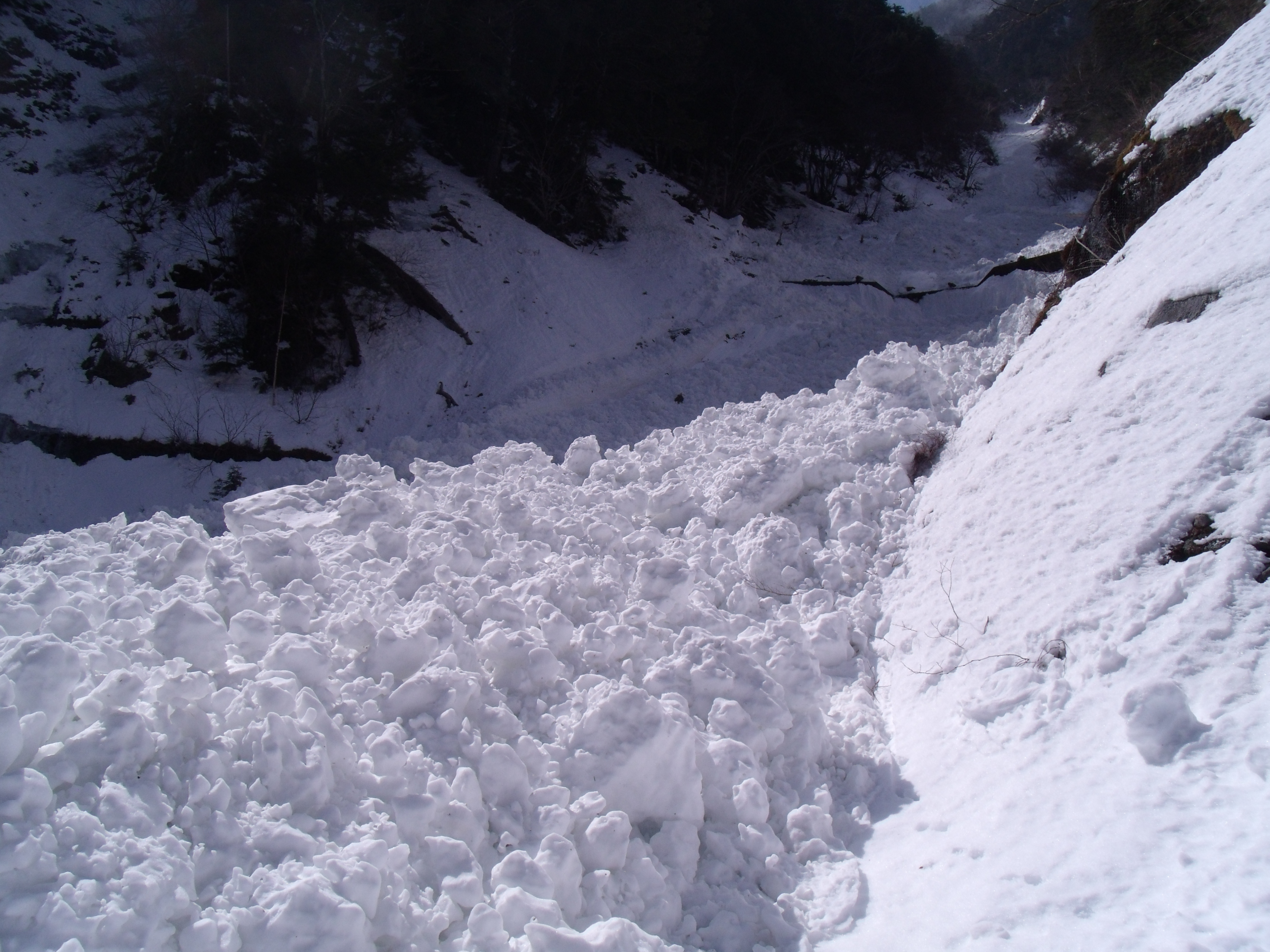
砂防堰堤を越える大規模雪崩（南アルプス北沢峠付近平右衛門谷）

このように、気象や気温の変化がきっかけとなる事の他、大きな雪崩の多くは、35から45度の急斜面で発生している。また、樹林帯のなかに一部分だけ樹木の生えていない斜面があったら、そこは雪崩が頻繁に起こっていることが多いものである。そのほか、雪庇や障害物のない広大な斜面、沢筋なども発生の確率が高くなる。砂防堰堤や治山ダムは、雪崩防止目的で設置されたものでないため、豪雪地帯ではこれらの施設に積もった雪によって逆に大規模な雪崩が発生する場合がある。
雪が積もり、雪崩が起きそうならば、そこへは不用意に入らず、雪崩を1回でも発見したらそこは雪崩多発の危険地帯であり再び雪崩が起きる可能性がある為、進まずにすぐ引き返すか安全な場所に避難するように注意が呼びかけられている。
なお、映画などに出てくるように「大きな声を出したら雪崩に遭う」ということはないが、音の発生源が地表に衝撃を与える物であった場合は雪崩の発生する可能性が高い。

## 対策
雪崩を予測するのは困難なので、山スキーは100%安全とは決して言えない。良い雪崩対策とは、ルート選択や、雪塊・気象条件・人為的要因の調査を含めた継続的な取り組みを行う事である。次のような習慣は危険を避けるのに役に立つ。もし地元当局が雪崩危険度を発表しているならば、それを調べて注意しておくべきである。以前に通った人の足跡が残っていても、自分自身で安全を確認することなしに、その足跡をたどって歩いてはいけない。その足跡が付けられた時とは雪の状況が変わっている可能性が高いからだ。地形を観察して、植生が失われていたり傷ついたりしている場所、地上に足掛かりになるものが少ない場所、雪庇や氷の下などは明らかに雪崩の通り道である。他人が雪崩を引き起こすかもしれないので、他人の下を移動する事は避ける。

### 雪崩予防（アバランチコントロール）

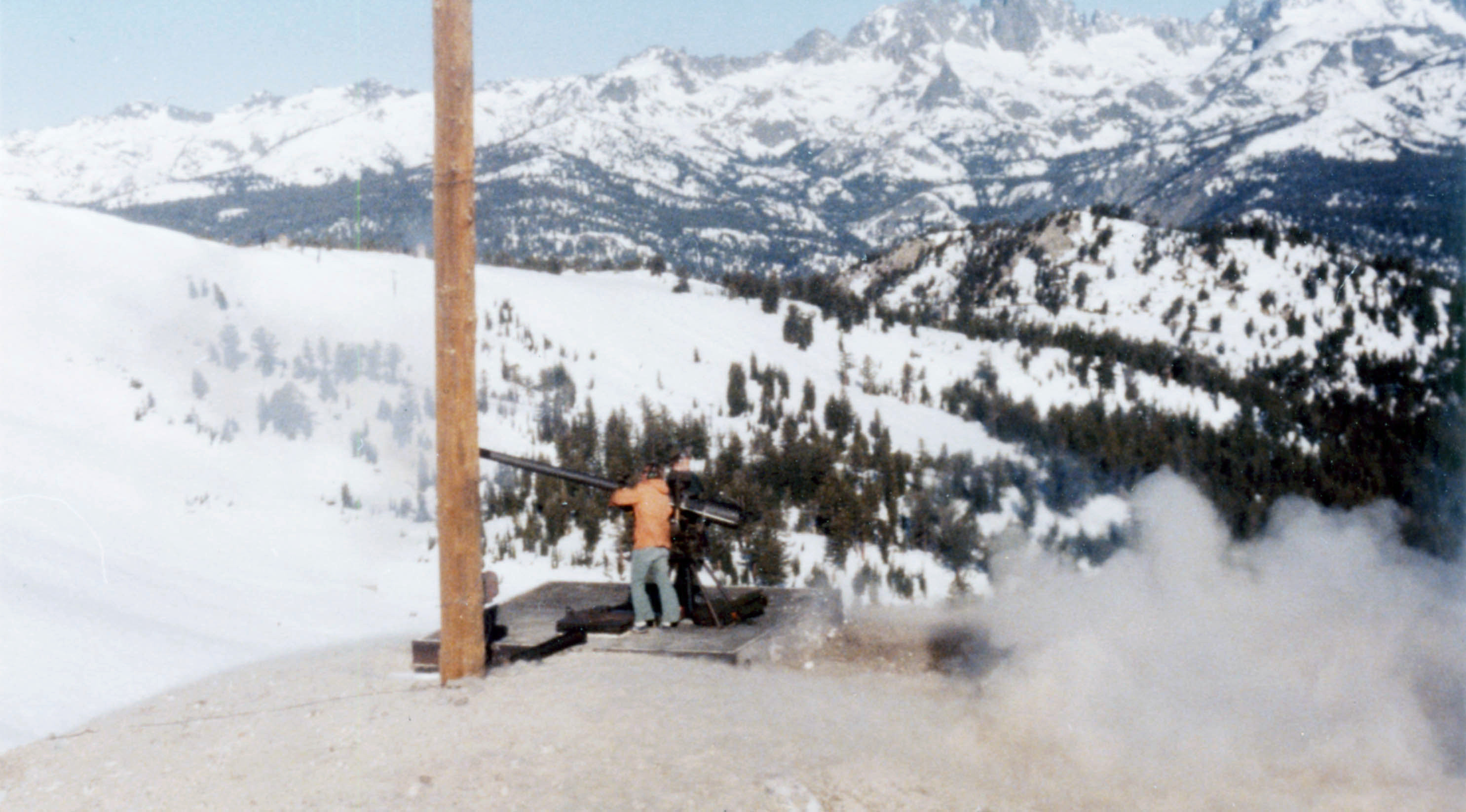
アメリカ、カリフォルニア州インヨー郡にあるインヨー国立森林公園のマンモス山では、農務省林野局の職員がM40 106mm無反動砲を使ってアバランチコントロールを行っている。

雪崩を予防したり、その破壊力を弱めるための方法はいくつかあり、それらは、雪崩が人々に対する深刻な脅威となっている地域、たとえばスキー場・山奥の町・道路・鉄道などで用いられている方法である。広く雪崩の予防や雪崩被害を軽減する方法の総称としてアバランチコントロールと呼ばれる事もある。
アバランチコントロールには、後述の#雪崩と戦争にも取り上げている方法より見出された砲撃や爆薬を使って人工的に雪崩を起こして人為的に雪を取り除く方法が用いられる事がある。これらは雪崩発生の恐れがある大量積雪となる前に、あらかじめ小さな雪崩を起こすために行う事もある。なお、日本では火薬類取締法の制約を受けるために、爆薬ではなく煙火玉（花火の一種）が用いられる。そのほか、日本の事例としてスキー場では公認スキーパトロール要員によってスキーで雪庇や雪面に切れ目を入れて人工的に雪を崩すスキーカットと呼ばれる方法や、スコップで雪庇を崩す方法も行われる。

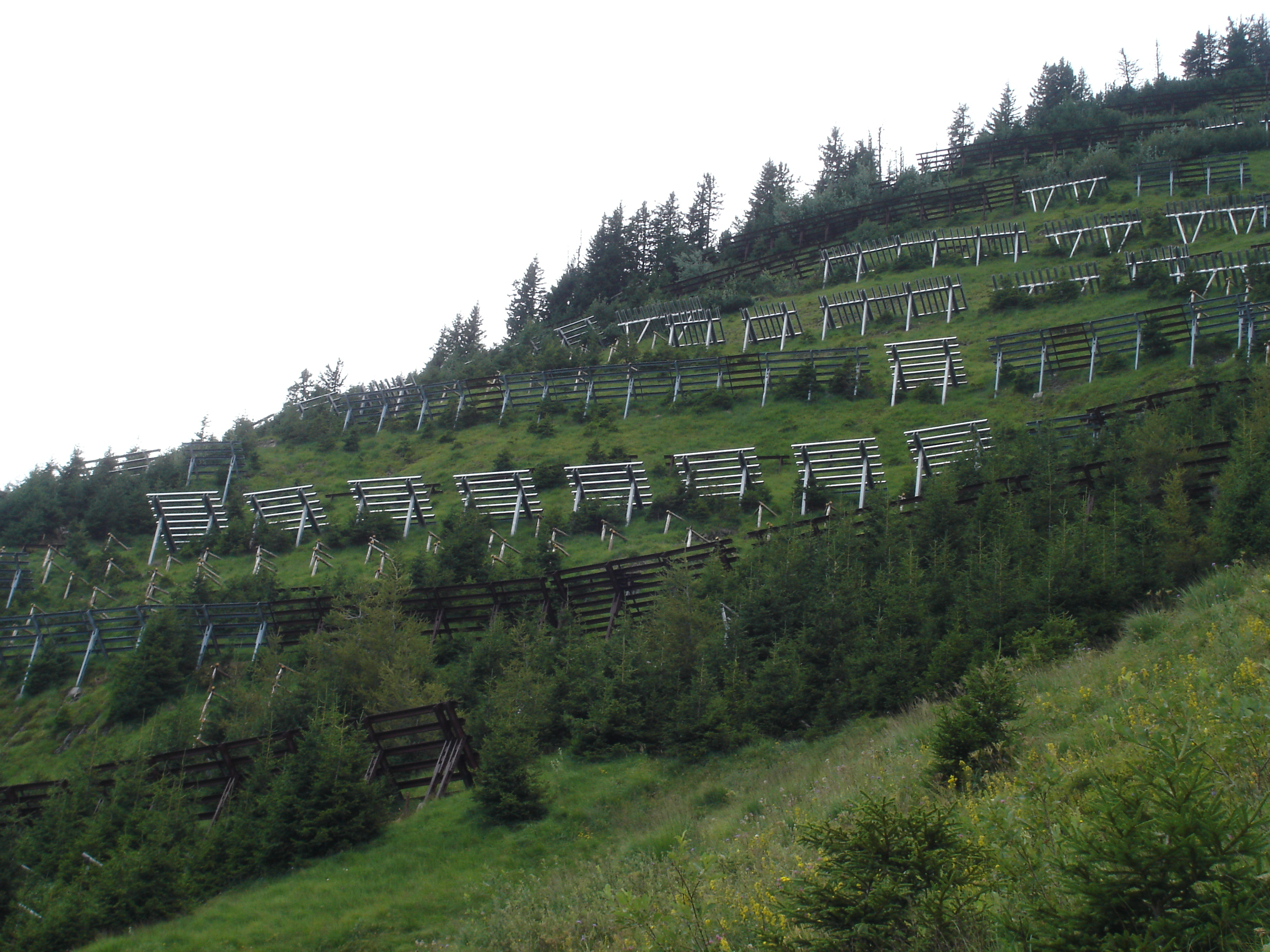
防雪フェンス（スイス）

防雪フェンスや軽い壁を立てて、雪の積もる場所を変える方法もある。雪は壁の周り、中でも卓越風の風上側に溜まっていく一方、フェンスの風下には雪が溜まりにくくなる。これは、本来積もるはずであった雪がフェンスの所で積もってしまう事と、フェンスの所で雪を失った風によって元々あった雪が飛ばされる事による。十分な密度の森林があれば、それによって雪崩の強度は著しく弱められる。森林に降った雪は森林に留まるし、雪崩が起こった際には木々に当たって雪崩が減速される。スキー場建設の際に行われているように、植林したり森林を保存しておく事により、雪崩の強度を弱める事が出来る。スキー場以外でも、鉄道沿線に植林する事で雪崩被害を予防する方法がとられている例がある。たとえば北海道の函館本線は目名駅から倶知安駅を経て銀山駅あたりに至るまで、雪崩対策のための鉄道防雪林が造成されており、雪崩防止のみならず、吹雪の防止、吹き溜まりの防止の効果があるとされている。
雪崩の衝撃力を弱めるために人工的な障壁を立てておく事は有効である。そういった障壁にはいくつかのタイプがある。一つ目のタイプとしては防雪ネットで、これは基礎と支え線で地面に固定したいくつかの支柱の間に網を張るというものである。別のタイプの障壁は頑丈なフェンス状の構造物（防雪フェンス）で、鋼鉄や木、あるいはプレストレスト・コンクリートなどで作られる。これらのフェンスは、通常は桁の間に隙間があり、傾斜に対して直角に作られ、傾斜の下の方にあるものほど桁の数を増やして作る。しかし頑丈な障壁を作ると景観には悪い。何列も作らねばならないような場所では特にそうである。さらにこうした障壁は高額であり、また暖候期に入って岩とともに流下する雪崩に対しては脆い。こうした障壁は、それらを用いて雪崩の方向を逸らして他の方向へ向かわせる事も出来るにもかかわらず、通常は建物や道路・鉄道など、守りたい物件のすぐ上に作られる場合が多い。しかし、障壁は雪崩の直撃を受けると破壊される場合がある。雪崩の持つ巨大な力を、まともに力で受け止めようとするのは難しい。
最後のタイプとしては、雪崩を止めるか、あるいは雪崩の向かう方向をそらすための障壁がある。こうした障壁は、コンクリート・岩のほか、自然地形も利用して作られる。場合によっては、雪崩を弱めるために、その経路上に土塁を築く事もある。現在の日本の鉄道における雪崩対策は、雪崩を障壁で止めるという考え方ではなく、雪崩の力にまともに対抗せず、頭の上をやり過ごすという対策が主流になっている。そこで使われているのはスノーシェルターやスノーシェッドと呼ばれるもので、これは線路の上を雪崩が通過するように、庇（ひさし）や屋根を設けるという対策である。

### 雪崩テスト
雪崩に関する情報交流を行っている非営利団体カナダ雪崩協会（CAA）では、日本など様々な国に雪崩に対するトレーニングや情報交流を行うほか、『OBSERVATION GUIDELINES. AND RECORDING STANDARDS. FOR WEATHER, SNOWPACK. AND AVALANCHES』という無料の雪崩対策PDFを公開しており、その中でさまざまな雪崩が起こる積雪のチェック方法が掲載されている。
- 積雪断面観測
- 雪質チェック
- ハンドテスト - 雪の層にグローブを付けた拳を押してへこむ(F、硬度脆弱)、指4本(4F 硬度低い)、指1本（1F 硬度中）、鉛筆の尖ってない方、ナイフ
- 弱層テスト
  - コンプレッションテスト - 上面30x30cmの広さの雪の柱に掘り出す。柱が作成中に壊れたら脆弱、シャベルを上に置き上から手の先端、肘まで、腕全体でそれぞれ5-10回叩き壊れるか判断する。
  - シャベルシアーテスト - 25cmx35cmの雪の柱を掘り出し、柱の側面にシャベルを押し当て積雪層に対して平行に力を加え崩れる強度と崩れ方を見る。

### 警報システム

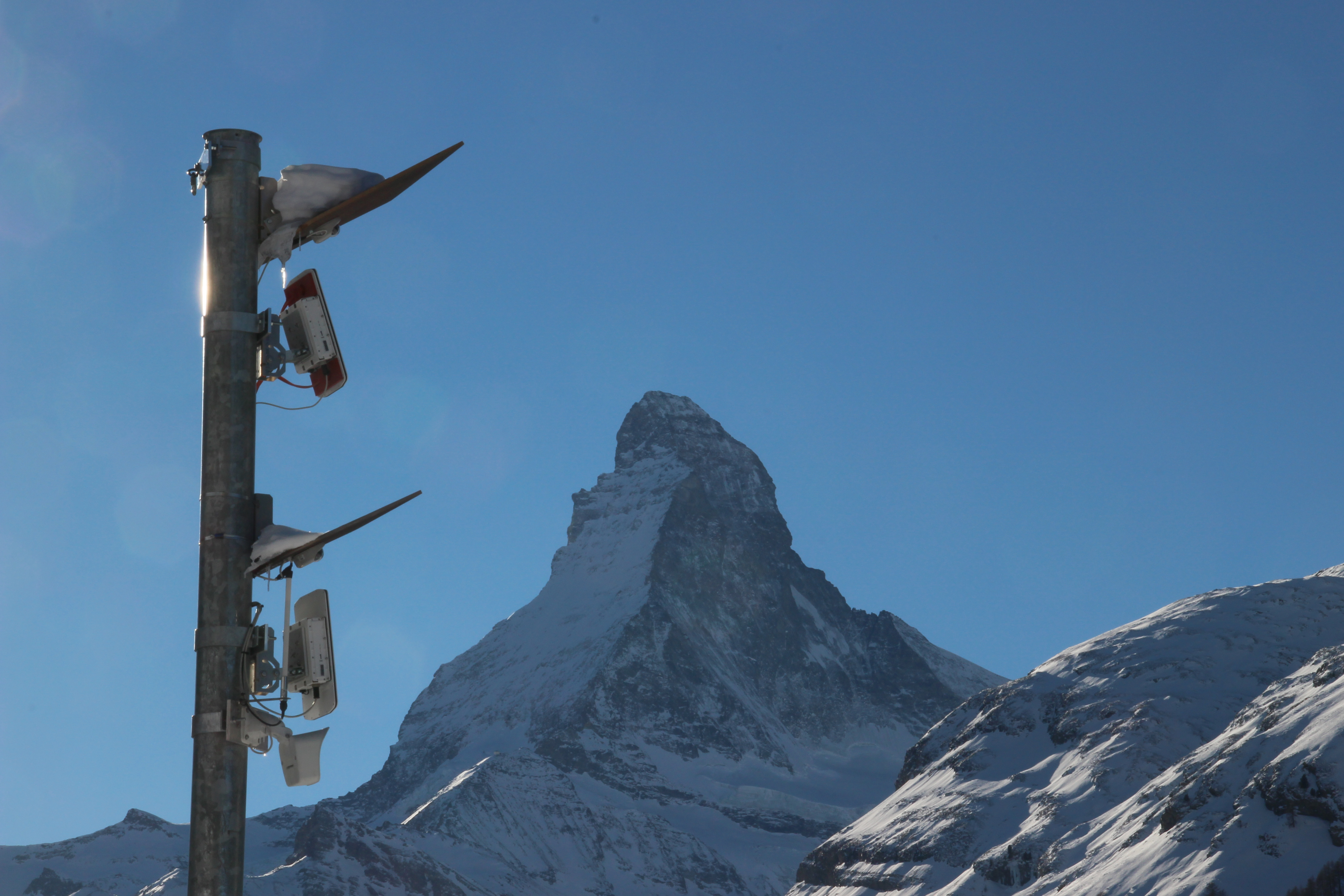
ツェルマットにある雪崩監視用レーダー局

現代のレーダー技術によって、いかなる天候の下でも、昼夜の別なく、広範囲を監視して雪崩の発生場所を検知することが可能となった。危険にさらされた地域を通行止めにする（例：鉄道や道路）、あるいは、その地域から避難させる（例：工事現場）ために、短時間のうちに雪崩を検知できる複雑な警報システムも存在する。そのようなシステムの例として挙げられるのが、スイスのツェルマットへの唯一のアクセス道路に設置されているものである。この道路から上の山岳斜面を二つのレーダーで監視している。システムが雪崩を検知したら、人的被害を防止するために、数秒以内で進入禁止柵や交通信号を起動して、道路を通行止めにする。

### 雪崩地形における安全対策

#### 地形の検討

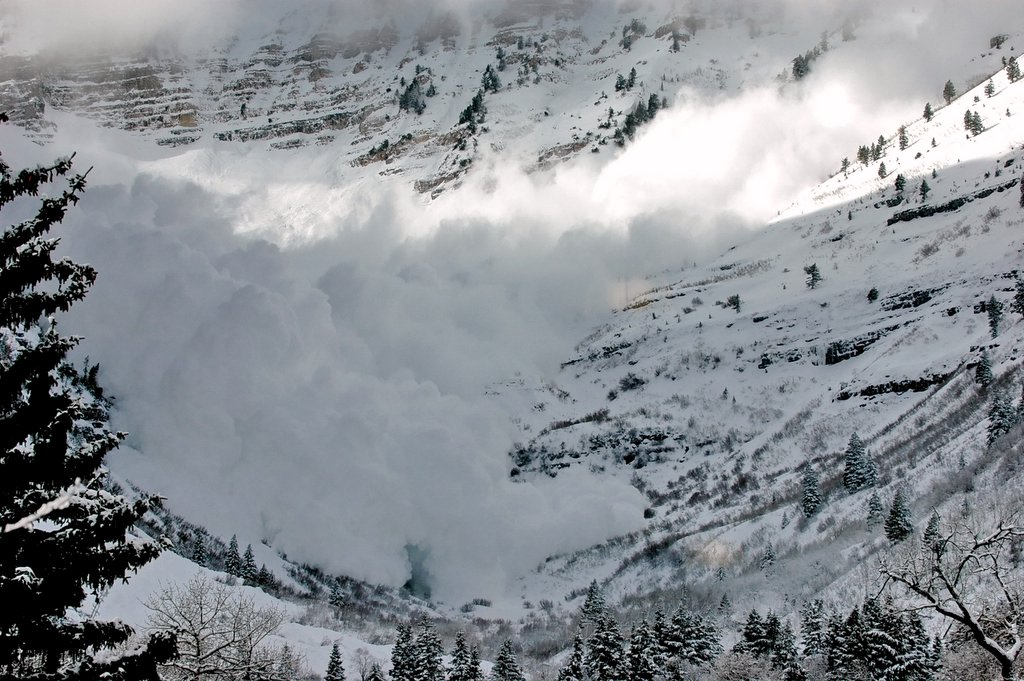
谷を流れ降りる雪崩

地形の検討とは、どの斜面を通るかを慎重に選ぶ事により、雪崩地形を通過する危険を避けるという事である。考慮すべき点としては次のような事がある。
- 斜面の下を回らない事（雪塊の支えを壊してしまうから）
- 盛り上がった円筒状の場所を歩かない（雪塊に張力が掛っている場所だから）
- 露出した岩のような弱点からは距離をとる事、地形的な罠にはまり易い斜面には近づかない（下に溝があってはまる、崖があって落ちるなど）。

#### グループ対策
グループ対策とは、グループのメンバーあるいはグループ全体が雪崩に巻き込まれる危険を避ける方法である。斜面にいる人間の数を最小限にし、散らばって行動する。理想的には、一人が斜面を通過する間、他の人間はその人間を援護できるように安全な場所に待機しており、その一人が雪崩の危険のない場所まで行けたら、次の人間が待機をやめて行動するようにすると良い。ルートを選定する上では、ルートの上と下にどのような危険が潜んでいるかを考慮し、予想外の雪崩に巻き込まれたらどうなるかを考えておくべきである（例えば、「起こる可能性は低そうだが、仮に起これば致命的だ」など）。停止や宿営は安全な場所でのみ行う。雪に埋まった際に低体温になるのを遅らせるために温かい衣服を着用する。グループの人数を決める上では、あまりに少人数過ぎると、いざという時に有効な救助が出来ないが、あまりに多人数過ぎると安全管理をしにくいという事を天秤に掛けて決める。一般的に単独行動は勧められない。なぜなら、あなたが埋まっている事に気付く人がおらず、従って誰も救助に来ないからである。更に、雪崩の危険性は、そのルートを使えば使うほど高まる。つまり、スキーヤーによって斜面が乱されれば乱されるほど、雪崩は起こりやすくなっていくという事である。最も大事な事は、グループ内で安全な場所・脱出ルート・斜面の選択などについてはっきりと伝える事、また全てのメンバーの雪山における移動技術・雪崩救助技術・ルートファインディング技術の程度をしっかりと理解しておく事である。

#### 危険要因を知る事
雪崩の危険要因を知るには、その地域の気象履歴、現在の天気と雪の状況、そしてメンバーの経歴や体力・健康状態など、多岐にわたる情報を集めて蓄積する事が求められる。

#### リーダーシップ
雪崩地形においてリーダーシップを発揮するには、見つかった危険要因に対して、その危険を避けるための、はっきりとした意思決定の手順を持つ事が必要となる。このような意思決定のための枠組みを、ヨーロッパや北米では国家雪崩センターなどの色々な訓練コースにおいて学ぶ事が出来る。雪崩地形でのリーダーシップを発揮するための基盤は、無視されたり見落とされたりしてきた情報を正直に評価し、見積もる事である。最近の研究では、心理的および集団力学的な要因が雪崩被害に結びついている事が示されている。

## 人の生存率
小規模な雪崩であっても、適切な訓練を受け適切な装備をした仲間と一緒であっても、雪崩に遭えば生命が深刻な危険にさらされる事に変わりはない。屋外で埋まった被災者の55 - 65%は死亡しており、また雪に埋まらなかった被災者であっても、その生存率は80%である。(McClung, p.177).
雪崩に巻き込まれた場合、
1. 外傷
2. 窒息
3. 低体温

と言った原因で死が訪れる。
雪崩に埋没してから15分程度で急速に生存率が下がるが、これは呼吸空間が確保できたかどうかの差が大きい。そのため、雪崩に巻き込まれた場合は両手を使って口のあたりに空間を作るようにするのが望ましい。ただし、呼吸空間が確保された場合も、長時間経過すると、呼気により一旦融けた雪が再度凍り口の周りに氷の壁が形成されて呼吸が出来なくなるアイスマスク現象や、雪に体温を奪われる事による低体温などで徐々に生存率が下がっていく。
スイスで行われた、雪崩に埋まった422人のスキーヤーについての調査
によれば、次の通りである：
- 生存率は埋まってから15分以内で92%まで低下し、埋まってから35分後には30%にまで低下する（死因が窒息の場合）。
- 2時間後には生存率はほぼ0%となる（死因が外傷あるいは低体温症の場合）

（歴史的には、生存率は15分以内で85%、30分で50%、1時間で20%と見積もられていた）。
従って、雪崩に遭った場合は救助隊を待つのではなく、その場にいる被災しなかった人員を全員使って直ちに捜索・救助活動を行う事が極めて重要である。かなりひどく怪我をした者がいる場合、あるいは初動の捜索（つまり、少なくとも30分間の捜索）をしても見つからない者がいる場合は、救助隊を呼ぶ。フランスのように雪崩対策の装備の充実した国であっても、ヘリコプターの救助隊が到着するには通常45分は掛かるが、それまでには被災者の大部分が死んでいる。
多少でも生存の可能性を信じるならば、可能な限り迅速な救助が望ましく、遭難パーティーによるセルフレスキュー以外には生存者の救出は不可能と考え、救助隊による捜索は遺体捜索であると考えるべきである。
救助活動による二次遭難の危険が高い場合は、生存者の生命を危険にさらすべきではないが、心情的に割り切れるかどうかは難しいところであろう。
春の融雪の時期まで犠牲者が見つからない場合もある。あるいは、数年以上も経って遺留品が氷河の中から現れる事もある。

## 捜索および救難のための装備

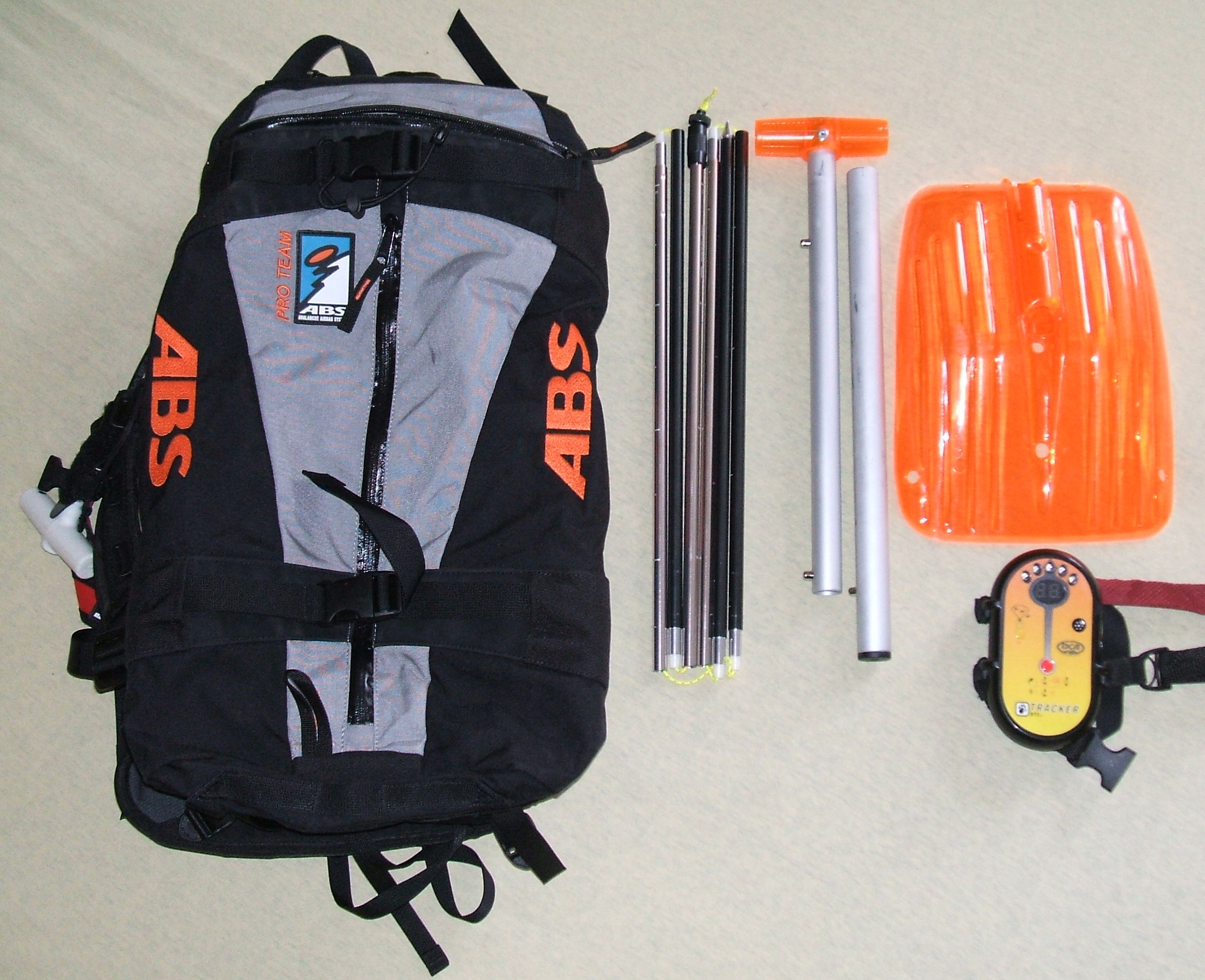
雪崩対策装備。左から雪崩エアバッグ、プローブ、ショベル、ビーコン

グループの全員が標準的な雪崩対策装備の使い方の訓練を受け、実際にその装備を身に付けて使う事によって、雪崩に埋まった被災者を発見し救助できる確率は向上する。しかしながら、それは自動車のシートベルトと同じようなものと考えるべきで、その装備を身に付けているからといって、いざという時にも命は助かるなどと考えて危険な行動をとってはいけない。ビーコン、ショベル、プローブは雪崩危険地帯で行動する場合の最低限の装備であると考えられている。

### ビーコン

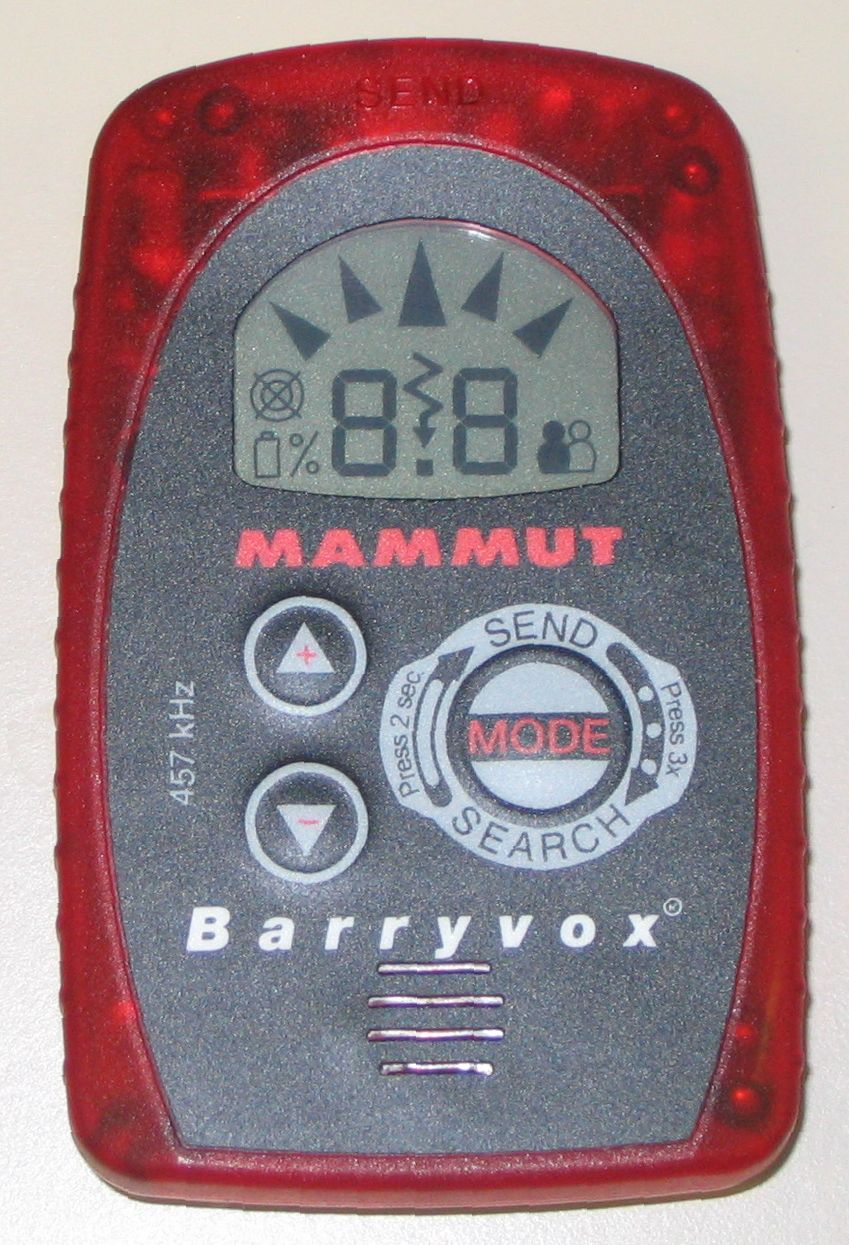
雪崩ビーコン

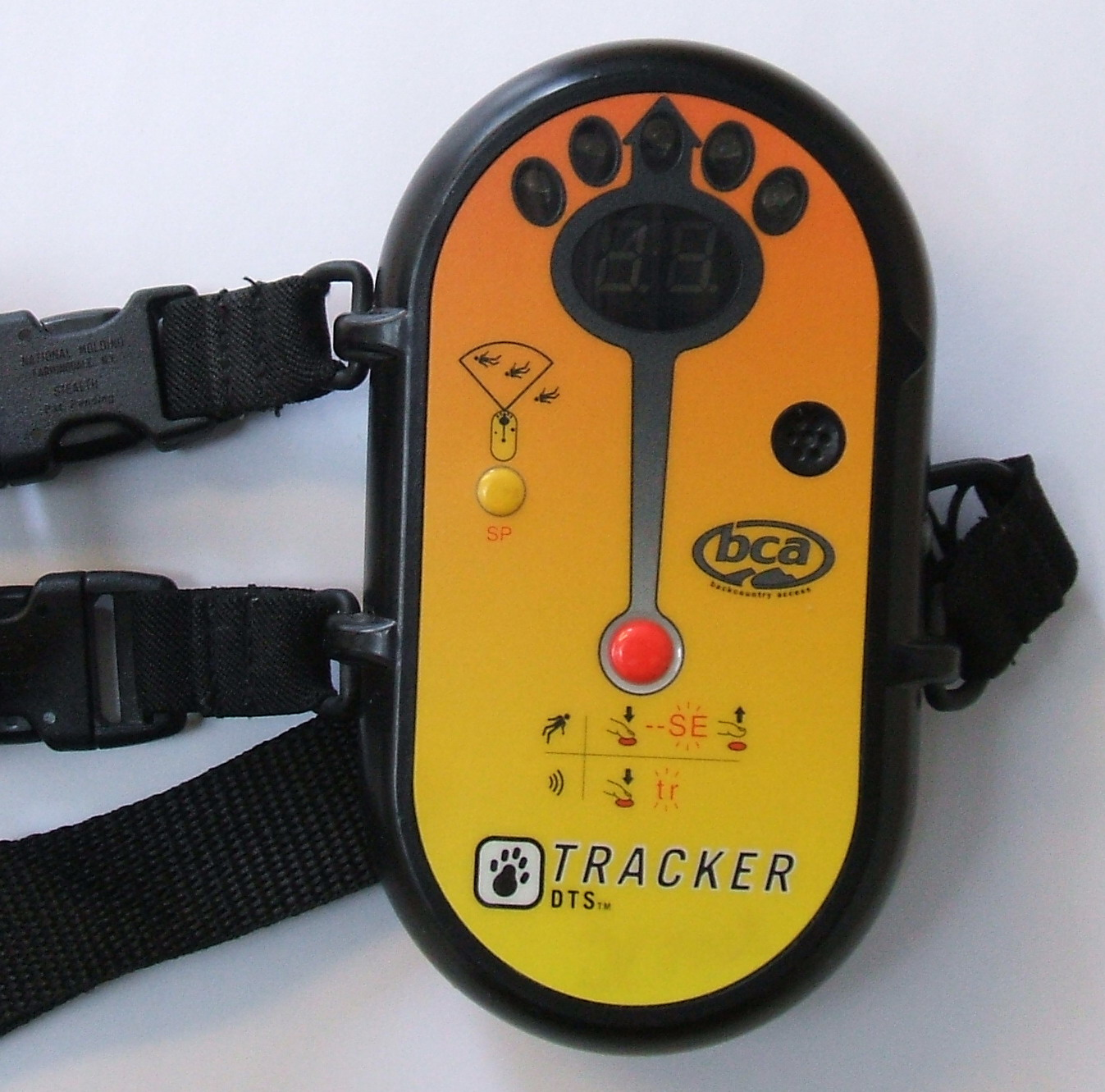
雪崩ビーコン

ビーコン（beacon）は「ビーパー」（beeper）、「ピープ」（peep, piep）、「ARVA」（フランス語のAppareil de Recherche de Victimes en Avalancheの略）、「LVS」（スイスにおけるドイツ語のLawinen-Verschütteten-Suchgerätの略）、雪崩発信機、その他多くの商標名など、さまざまな名称で呼ばれている。これはパーティーの全てのメンバーにとって重要なもので、ビーコンを装備している場合の生存率は、装備していない場合の三倍程度と推定されている。ビーコンは、通常の使用状態では457kHzの周波数で「ビー」という無線信号を出すが、受信モードにスイッチを切り替えると、雪崩に埋まった80m以内の被災者の位置を探る事が出来る。アナログのラジオ受信機であっても、「ビー」音は聞けるので、捜索者はそれによって被災者への距離を見積もることができる。受信機を効果的に使うには、定期的な訓練が必要である。いくつかの古いモデルのビーコンは違う周波数（2.275 kHz）の電波を出しているので、そのようなビーコンを使っているメンバーがいない事をグループのリーダーは確認する必要がある。
最近のデジタルモデルでは、被災者までの方向と距離を画面に表示するタイプの機種も登場しており、これならば訓練も少なくて済み、有用であるとされている。一方、デジタルモデルはアナログモデルよりも電波の受信可能範囲が狭いとも言われている。雪崩の堆積物の範囲は、幅と長さが100-200メートルの広範囲に及ぶ場合もあるが、雪塊や凍った斜面などで足場も悪いため、受信範囲の狭いビーコンで広範囲を捜索するのは容易ではない場合もある。
いずれにせよ、ビーコンが役に立つのは、比較的小規模（埋没者が生存しているうちに救助できる程度の規模）ではあるが、完全に埋没してしまう程度の規模（完全埋没していない場合は自力で脱出が可能だったり、そもそもビーコンなしでも捜索可能）で、雪崩に巻き込まれたときの外傷で死に至ることがないようなケースにおいては有効に働くという程度に認識しておくべきであろう。ただし、当然、埋没者以外に救助を行う人間が残っていることが前提となる。

### プローブ
携帯用の（折畳式の）プローブは、伸ばして探り棒として使う。ゾンデ棒（ドイツ語由来）ともいう。雪に数メートルの深さまで突き刺して、埋まった被災者の正確な位置を探るためのものである。複数の被災者が埋まっている場合、探り棒で救助の優先順位を決める。すなわち、最も浅く埋まっている者を最初に掘り出す。何故なら、助かる可能性はその浅く埋まっている者が最も高いからである。
ビーコンなしで辺り一面をプローブだけで捜索するのは非常に時間のかかる作業である。米国では、（1950年以降）プローブによる捜索で見つかった140人の被災者の内、86%は既に死亡していた。
深さ2mよりも深く埋まっている場合、生存する事も救助される事もまれである（約4%）。捜索においては、まずはビーコンも活用しつつ、雪面に残されている痕跡を目視で探し、その後にプローブを用いるべきである。

### ショベル
雪崩が止まるとき、その減速の際に雪が圧縮されて固い塊になる事が多い。このため被災者を掘り出すにはショベルが不可欠である。なぜなら、被災者の上にかぶさった雪は固く締まっており、手やスキーでは掘りにくいからである。ヘラが大きく、取っ手が頑丈である事が重要である。また、例えば軟弱な雪の層が大きな荷重を支えているといった、雪の塊の中に潜んでいる危険性を調べるために雪に穴を掘る「弱層チェック」を行う上でもショベルは役に立つ。

### RECCOシステム
RECCOシステムは世界の多くの救助機関で使用されている。RECCOシステムは二つの部分から成るシステムで、救助隊は小さい手持ち式の検知器を使う。この検知器は、コート、ブーツ、ヘルメット、プロテクターなどに装着された「反射器(reflector)」と呼ばれる小さい受動的反射器から反射されてきた指向性の信号を受ける。RECCO反射器はビーコンの代わりにはならない。RECCOの信号はビーコンとは干渉しない。事実、現在のRECCO検知器は雪崩ビーコン受信機の機能も備えている (457 kHz) ので、独りの救助者がRECCO信号とビーコン信号を同時に捜索することもできる。

### アバラング
最近、アバラング（Avalung。意訳すれば「雪崩呼吸器」）と呼ばれるものが雪崩地帯で用いられ始めている。これはマウスピース、可動式の弁、排気パイプ、および空気取入口で出来ている。アバラングには、胸に装着するものや、バックパックに組み込まれたものなどがある。
雪崩に埋まると、外傷による死亡を免れた被災者は、大抵の場合、窒息に苦しむこととなる。これは、被災者の周りの雪が被災者の熱により一旦融解して、その後再凍結するため、この氷の層によって酸素が被災者に向かって流れていくのが妨げられるとともに、二酸化炭素濃度が致死量まで高くなってしまうからである。
アヴァラングは、前面の大きな表面から吸気を取り込み、暖かくて二酸化炭素を含む呼気は後方へ排出する。これによって、捜索者が被災者を救出するための時間を稼ぐ事が出来る。

### その他の装備
多くの未開地冒険家たちは、全地球測位システム（GPS）組み込んだ、非常用位置指示無線標識装置（EPIRB=Emergency Position-Indicating Radio Beacon）あるいは個人用位置特定ビーコン（Personal Locating Beacons。「PLB」と略される）を携行している。
この装備により、捜索・救難隊に緊急信号とおおよその位置（誤差90メートル程度）を伝える事が出来るが、それは雪崩に巻き込まれてもEPIRBが故障せず、なおかつ、自分でそれを起動できれば伝えられるという事である。代替手段として、生存者がEPIRB機能の付いていないGPSから得た位置情報を、携帯電話を使って救助機関へ伝える方法もある。
このようにして外部の救援を呼ぶことはできるが、その救助隊がする事になるのは恐らく遺体の捜索になるだろうという事を知っておくべきである。被災者が生きている可能性が高い短い時間の間に助けの手を差し伸べる事が出来るのは、その場にいて被災しなかった者だけである。
その他の装備も、色々と提案され、開発され、使用されている。例えば雪崩ボール、雪崩ベスト、あるいは雪崩エアバッグなどは、雪崩による死因で最も多いのは窒息であるという統計に基づいたものである。
あまり効率の良い方法ではないが、適切な装備を準備をしていなかったパーティーでも、いくつかの救助資材をその場で作る事が出来る。例えば、スキーのストックは短いプローブにはなる。スキーやスノーボードをショベル代りに使う事もできる。応急治療セットがあると、切り傷・骨折・その他の怪我やをした生存者の治療や、低体温症の治療にも役立つ。
山スキーなどの場合、ストック、ザック、スキーなどは雪崩に巻き込まれたときに雪の中に引き込まれる要因となるため、即座にはずせるように準備しておくことが重要と推奨されてきた。ただし、最近ではザックを装備している方が体積が大きくなるため浮力が増すと考えられている。

#### 雪崩紐
ビーコンが使えるようになるまでは雪崩紐（avalanche cord）が主に用いられていた。これは雪崩対策の装備の中でも最も古くからあるものである。その仕組みは単純である。約10メートルの長くて赤い紐（パラシュート用の紐に近い）を人のベルトに付けておく。スキーやスノーボードや歩行している間、その紐を背後に引きずっている。その人が雪崩に埋まったら、軽い紐は雪の上に出る。紐は赤いから、捜索する者から見て見つけやすい。普通その紐には、埋まっている人までの方向と距離が示されている鉄製の目印が1メートルおきに取り付けられている。
雪崩紐は有効であると信じられてきた一方で、その有効性を示す証拠は乏しかった。1970年代にスイス連邦雪および雪崩研究所(SLF)の Melchior Schild氏は1944/45から1973/74にかけての30年分のスイスにおける雪崩事故とその救助活動を調査した。2042人の雪崩被災者のうち、雪崩紐が使われていたのは僅かに7件であった。うち5件では雪崩紐が雪面上に見えていたが、被災者の身体の一部も雪面上に見えていた。6件目では被災者は完全に埋まっていたが、雪崩紐の一部は見えていた。残念なことに、この被災者は外傷により亡くなった。7件目では、完全に埋まった雪崩紐が雪崩救助犬により見つけられたが、雪崩紐は被災者の身体から離れてしまっていた。被災者の遺体はかなり後になって見つかった。1986年に出版された「The Avalanche Book」(Knox Williams、Betsy Armstrong著)において、著者らは1970年代初期に行われたサンドバッグ式のダミー人形を用いた雪崩紐の実験研究を引用している。ダミー人形を急な斜面上に置いておき、そこで爆発物によって雪崩を起こす。実験によると、雪崩紐の一部が雪面上に出ていたのは全試行回数のうち40%だけであった。その他の60%は雪崩紐はダミー人形と共に完全に埋まっていた。典型的なのは雪崩紐がダミー人形に巻き付いてしまっているケースであった。1975年、Vanni Eigenmann国際財団が主催した雪崩救助専門家のシンポジウムにおいて、Schild氏は「これらの実験結果に基づけば、雪崩紐が信頼できるものと考えることはもはやできない」と結論付けた。
雪崩紐は現在では時代遅れの陳腐なものとみなされている。上述のビーコンの方がより有効である。

## 雪崩に遭った場合の対処法
雪崩に対して横方向に逃げることの他、俗説として、装備を捨てて雪崩の表面付近に浮かび上がれるように泳げとも言われるが、これは雪崩の規模により、比較的小規模の流れ型雪崩の場合は有効であるが、ある程度以上の規模の場合はそのような行為を行う余裕は全くないと考えられる。
雪崩が止まりそうになったら、空気を溜めておくための空間を口の周りに作るよう努め、また雪面の上に手・足・あるいは装備品などを突き出すように努める。しかし、これらはいずれも意識を失えば出来ない事である。もし雪が止まっても動く事ができるならば、空気を溜める空間を広げるべきだが、酸素の消費を抑えるため無駄な運動はしない事。雪崩は動いている間は体を動かすことが可能だが、止まってしまえば硬くなり動くことは出来ない、雪崩のスピードが落ちたら出来る限り明るい方向へ向かって動く事が重要である。
基本的に大規模な雪崩に巻き込まれた場合に助かる手段は皆無と考えられ、雪崩危険地帯で行動する場合は、予測される雪崩の規模を見極めることが非常に重要である。
「自分で自分を掘り出すことはできない。もし自分で掘って出て来られるなら、雪崩で死ぬ人は多くないだろう。雪崩の雪塊はその場であなたを埋葬してしまう。あたかもコンクリート漬けして固めるかのようにして。そして多くの場合、あなたは指一本さえ動かすことはできない。時として、小さな雪崩で雪塊も柔らかく、手が雪面近くにあった場合には、自分で掘って出て来られた人もいるが、大部分の場合は雪から出る方法は二つしかない。掘り出されるか、雪融けで出てくるかだ。」

### 雪崩救助
雪崩救助犬などによって、救助が行われる。
被災者が雪に埋まった場合、生存できる時間は短いので、被災してすぐに被災者の捜索を始めねばならない。生存者が簡単な捜索すら出来なかった事により、これまでに多くの犠牲者がでている。
雪崩が人を呑み込むのを目撃するのは、多くの場合、被災者とともに行動していたパーティーのメンバーに限られるだろう。雪崩に巻き込まれなかった者は、まず雪崩に呑まれた者が最後に目撃された位置を書き出してみると良い。実際に、これから雪崩地帯に入ろうと計画するならば、その準備として、この手順を皆で話し合っておくのが良い。雪崩の動きが止まり、二次的な雪崩も終わったら、生存者らは、雪崩に巻き込まれた者を最後に見た場所へ何か物を置いて目印とすると良い。その後、生存者の人数を数えて、誰が雪崩に呑まれたのかをはっきりさせる。雪崩の起こった場所に入っても安全なようであれば、捜索者は被災者を最後に見た場所の目印から、雪崩の流路にそって斜面の下の方を目で見て探す。部分的に埋まっているか、浅く埋まっている被災者であれば、このように雪崩の流路を目で見て探したり、埋まっている衣服や装備品らしき物を引っ張ってみるだけで素早く見つけられる事が多い。しかし、多くの場合2度目の雪崩の発生があり、捜索中の人達が巻き込まれる2重遭難が起きている、注意が必要である。時間が経てば経つほど生存率は急激に低下していくため、最初の重要な15分間は全員で捜索に専念し、誰かを救援を呼びに行かせたりしない事。無線機や携帯電話が通じるならば、非常を伝える事。特に救助できる者が近くにいるのならばそうすると良い。無線機を受信モードにしてチェックしてみる事。埋まっていそうな場所を選んで探し、ビープ音（あるいは声）が聞こえないかを探しつつ、他の手がかり（何らかの動き、装備品、人体など）も探しながら、雪崩の流路となった他の場所へと捜索範囲を広げていく。埋まっていそうな場所にプローブを手当たり次第に突き刺して見る事。何かの信号を受信したり、装備品が見つかった場所には、全て目印を付けよ。目印を付けた手掛かりの周辺もプローブで探し続ける事。30 - 60分後、捜索隊を呼ぶために誰か人を遣るかどうかを決める。なぜならこの時点でなお見つからずに残っている被災者はおそらく生存していないからだ。
線状にプローブを突き刺していき、既に調べた場所には印を付ける事。調べられる場所がなくなるか、あるいは調べる妥当性がなくなるまで調べ続ける事。捜索犬が到着した場合に備えて、雪崩の範囲には尿、食べ物、唾、血などによって臭いを付けないようにする事。
被災者は次のような場所に埋まっている場合が多い：
- 最後に目撃された場所の下
- 雪崩の流路沿い
- 木や岩、その他の障害物の周辺
- 雪崩の堆積物の下端付近
- 雪崩の経路の縁に沿った場所
- 雪の集まる低い場所（小さな谷、クレバス、小川、道沿いの溝など）

これらよりは可能性が低くなるが、初動の捜索で見つからなければ他の場所を探す事。
埋まった被災者が見つかり、その頭部を掘りだしたら、地元の法律や習慣に従いつつ、応急処置（気道確保、呼吸・心拍の確認、人工呼吸、脊椎の損傷、骨折、ショック、低体温症、内臓損傷など）を行う事。

## 雪崩災害の歴史
雪崩の発生は数多いが、現場に建築物か人の通行がなければ被害は出ない。例えば、日本における雪崩被害発生数は通常、年間10件以下である。2003年は件数5、家屋被害3、死者1、負傷者4だった。

### 日本
日本における、人的な被害を生じさせた大規模な雪崩の被害は以下の例が挙げられる。
- 1883年（明治16年）3月12日 - 新潟県中頸城郡吉川町川谷（現在の上越市吉川区）にある旧黒姫神社の境内から京都府の真宗本廟（東本願寺）の再建のために切り出された巨木を運搬中、尾神嶽（尾神岳）中腹で幅200m、長さ100m以上の大雪崩が起こり、作業に従事していた50人以上が負傷、27人が死亡した。被災現場となった場所には惨事を伝えるための報尽碑が地元住民によって建立されている。また、真宗本廟内でもその惨事を伝承するために、巨木を運搬するために使われていた当時の大橇や鼻橇の一つと雪崩の被災状況を伝えるために作成されたジオラマが展示されているほか、真宗大谷派の関連寺院などによる法要も行われている[21][22]。
- 1918年（大正7年）
  - 1月9日 - 新潟県南魚沼郡三俣村（現在の同郡湯沢町）で泡雪崩が発生。集落が襲われ158人の死者を出した[注 1]。（三俣の大雪崩）
  - 1月20日 - 山形県朝日村（現在の鶴岡市）の大鳥鉱山で雪崩が発生。飯場などが倒壊して死者154人[23]。
- 1922年（大正11年）2月3日 - 新潟県西頸城郡青海村（のちの同郡青海町、現在の糸魚川市）の北陸本線親不知駅 - 青海駅間で、雪崩が発生し通過中の列車の客車2両が巻き込まれ脱線転覆した。死者90名。（北陸線列車雪崩直撃事故）
- 1930年（昭和5年）1月9日 - 富山県立山連峰の剱御前で雪崩が発生。直下の剱沢小屋を押し潰し、就寝中であった東京帝国大学OBら6名が巻き込まれて全員死亡する（剱沢小屋雪崩事故）。
- 1934年（昭和9年）1月21日 - 長野県浅間山の小浅間山南方の沢で雪崩が発生。スキー登山中であったを鉄道省職員ら6名が巻き込まれて全員死亡する（鉄道省山岳部遭難事故）。
- 1938年（昭和13年）12月27日 - 富山県下新川郡（のちの宇奈月町、現在の黒部市）の黒部峡谷志合谷で泡雪崩が発生。黒部川第三発電所建設にともなうトンネル工事現場の鉄筋・木造合い作りの宿舎の木造部分が600m以上も吹き飛ぶ。死者84人。
- 1939年（昭和14年）2月7日 - 滋賀県杉野村に存在していた土倉鉱山付近で雪崩が発生。飯場が2棟倒壊、埋没して死者10人、重傷者8人、軽傷者2人[24]。
- 1940年（昭和15年）
  - 1月5日 - 北海道日高山系ペテガリ岳で雪崩が発生。登山中の北海道大学山岳部員8人が死亡[25]。
  - 1月9日 - 富山県黒部峡谷阿曽原谷で雪崩が発生。28人が死亡した。
  - 1月29日 - 岐阜県大野郡白川村で雪崩が発生。合掌造りの民家3棟が雪に埋まり、中にいた27人のうち16人が死亡。
  - 3月5日 - 米坂線玉川口駅付近の橋が雪崩により崩壊し、直後の列車が最後尾の客車以外荒川に転落した。（米坂線雪崩直撃事故）
- 1950年（昭和25年）12月30日 - 栃木県立佐野高等学校山岳部のパーティ11人が群馬県の谷川岳で雪崩に巻き込まれ、教員1人と生徒4人が死亡[26]。この事故を契機に栃木県の高校を対象にした「春山安全登山講習会」が始まる[注 2]。
- 1956年（昭和31年）
  - 1月31日 - 群馬県吾妻郡草津町にある万座鉱山鉱業所の硫黄採掘所で雪崩が発生し、作業員の宿舎が押し潰された。これにより30人が生き埋めとなり、うち14人が死亡した。
  - 2月10日 - 富山県宇奈月町の関西電力猫又第二発電所の建設現場で鹿島組の宿舎が雪崩で倒壊。21人が死亡、10人が重軽傷[27]。
  - 12月31日 - 福井県大野市の真名川に沿って通る道路で、真名川ダム工事現場へ向かう途中のトラックとダンプ計11台の車列に雪崩が襲い、2台のトラックが30メートル下の真名川に転落。7人が死亡した[27]。
- 1957年（昭和32年）
  - 2月13日 - 新潟県北魚沼郡湯之谷村（現在の魚沼市）芋川にある電源開発の工事現場が雪崩に巻き込まれ、職員や工員など16人が生き埋めとなり、このうち7人が死亡した[27]。
  - 3月13日 - 北海道紋別市鴻之舞の林業事業所が雪崩に巻き込まれ、作業員宿舎が全壊。7人が死亡、4人が重軽傷[27]。
  - 3月31日 - 北海道中札内村の砂防工事現場が雪崩に巻き込まれ、現場事務所2棟と宿舎2棟が倒壊。64人が生き埋めとなり17人が死亡、11人が重軽傷[27]。
  - 4月12日 - 新潟県中魚沼郡津南町の石炭採掘場の飯場が雪崩に襲われ、2棟が全壊、2棟が半壊した。この雪崩により35人が生き埋めとなり、うち19人が死亡した[27]。
- 1958年（昭和33年）
  - 2月2日 - 岩手県岩手郡雫石町女助山中腹（国有林）の炭焼き小屋2つが雪崩に襲われ全壊。6人が死亡、7人が重傷[27]。
  - 3月5日 - 岐阜県白川村の御母衣ダム工事現場が雪崩に巻き込まれ、作業員休憩所と鍛冶小屋が倒壊。7人が死亡、13人が重軽傷[27]。
- 1959年（昭和34年）
  - 2月14日 - 富山県上新川郡大山町（現在の富山市）にある北陸電力の発電所工事現場で雪崩が発生[27]。木造2階建の宿泊所が押し潰され、7人が死亡した。
  - 12月20日 - 北アルプス連峰槍ヶ岳の北鎌尾根を登山中の専修大学山岳部員9人が雪崩に遭遇。9人全員が死亡した。
- 1961年（昭和36年）
  - 2月16日 - 長野県栄村青倉にて雪崩が発生。家屋4戸が全壊して11人が死亡、3人軽傷[28]。
  - 4月5日 - 北海道平取町の沙流川発電所建設現場で雪崩が発生。作業員宿舎が倒壊して11人が死亡[28]。
  - 4月5日 - 北海道新冠町奥新冠の新冠川支水路建設現場で雪崩が発生。作業員宿舎3棟が全開して22人が死亡[28]。
- 1962年（昭和37年）
  - 1月30日 - 新潟県新発田市の加治川発電所建設現場で雪崩が発生。作業員9人が死亡、3人が重軽傷[28]。
  - 3月16日 - 新潟県栃尾市新山で雪崩を伴う地すべりが発生。住宅2棟が全壊して6人が死亡[28]。
- 1963年（昭和38年）1月24日 - 福井県勝山市野向町横倉にて表層雪崩が発生し、横倉集落の4家族16人が死亡した[注 3]。
- 1965年（昭和40年）3月14日 - 北海道の日高山脈を登山中の北海道大学山岳部員6人が雪崩に遭遇。6人全員が死亡した。（札内川十の沢北海道大学山岳部遭難事件）
- 1969年12月26日 - 栃木県の日光白根山の天狗平付近で群馬工業高等専門学校のパーティーが雪崩に遭遇。これを救助しようとした玉川大学のワンダーフォーゲル部が現場に立ち入ったところ、再び発生した雪崩に巻き込まれ二重遭難。3人が死亡、2人が重軽傷[30][31]。
- 1972年（昭和47年）11月21日 - 北海道大雪山系の旭岳（標高2,290m）で23時過ぎ頃、テントを張っていた大学生のグループに雪崩が襲った。死者5人。
- 1973年（昭和48年）11月20日 - 岐阜県吉城郡上宝村（現在の高山市奥飛騨温泉郷）の槍平で1時頃、テントを張っていた京都大学山岳部のグループに雪崩が襲い22人が巻き込まれ、うち5人が死亡。
- 1983年（昭和58年）3月21日 - 長野県の八ヶ岳連峰・阿弥陀岳(2807m)で、兵庫県の山岳会の11人と長野の登山客1人の合計12人が表層雪崩に巻き込まれ、全員が死亡した。
- 1986年（昭和61年）1月26日 - 新潟県西頸城郡能生町（現在の糸魚川市）権現岳中腹から23時頃泡雪崩が発生。柵口（ませぐち）集落を押し流す。死者13人、重軽傷者9人、家屋全半壊13戸。柵口地区の隣の田麦平地区での観測によると、発生当時の一日の降雪量は75cm、積雪深は370cmに達していた。その後も雪は降り続き2月7日にはついに600cmに達したと記録されている。（柵口雪崩災害）
- 1995年（平成7年）1月4日 - 長野県中央アルプス駒ヶ岳の千畳敷カール付近で、登山客6人が雪崩に巻き込まれ、全員が死亡した。
- 2000年（平成12年）3月27日 - 岐阜県吉城郡上宝村（現在の高山市奥飛騨温泉郷）左俣谷で雪崩が発生。建設現場で除雪作業をしていた作業員が巻き込まれる。死者2人。
- 2007年（平成19年）
  - 2月14日 - 青森県青森市の八甲田山系・前岳北側斜面で表層雪崩が発生。山スキーのツアー客とガイドら計24人が巻き込まれる。死者2人、重軽傷者8人。
  - 11月23日 - 北海道十勝岳連峰の上ホロカメットク山の安政火口付近で、雪上訓練に訪れていた日本山岳会北海道支部のパーティー11人が雪崩に巻き込まれる。死者4人。
- 2012年（平成24年）2月1日 - 秋田県仙北市にある玉川温泉の岩盤浴場で4人が雪崩に巻き込まれる。死者3人。
- 2013年（平成25年）11月23日 - 富山県立山町の立山連峰・真砂岳の西側斜面で、山スキー客が雪崩に巻き込まれる。死者7人。
- 2016年（平成28年）3月25日、長野県の八ケ岳連峰・阿弥陀岳で雪崩が起こり[注 4]、登山者が1人死亡・2人重軽傷となった。
- 2017年（平成29年）3月27日 - 栃木県那須町の那須温泉ファミリースキー場付近で、春山安全登山講習会に参加していた栃木県の7つの高校の山岳部生徒41人と引率教員8人が雪崩に巻き込まれ、栃木県立大田原高等学校山岳部の生徒7人と教員1名の合計8人が死亡した（那須雪崩事故）。
- 2023年（令和5年）１月28日 - 長野県野沢温泉村の野沢温泉スキー場の管理区域外の斜面でスノーボードをしていた男性らが雪崩に捲き込まれ死亡[32]｡また、1月29日、同県小谷村の栂池高原スキー場近くの白馬乗鞍で雪崩が発生し、2015年FISフリースタイルスキー＆スノーボード世界選手権大会（英語版）の金メダリストであるアメリカ人のカイル・スメインと仲間が巻き込まれ死亡と雪崩の死亡事故が相次いだ｡

### アメリカ合衆国
- 1910年3月1日 - アメリカ合衆国ワシントン州で雪崩により列車が脱線、川に転落した。（グレート・ノーザン鉄道ウェリントン雪崩事故）

### フランス
- 1970年2月10日 - ヴァル＝ディゼールのスキー場で雪崩が発生。ホテルで朝食を摂っていたスキー学校の生徒などが巻き込まれ、48人以上が死亡[33]。

### アフガニスタン
- 2010年2月8日 - サラン峠で大規模な雪崩が相次いで発生。通行中の車両が巻き込まれて166人以上が死亡。
- 2012年3月 - バダフシャーン州の村が丸ごと雪崩に巻き込まれ50人以上が死亡。また、ヌーリスターン州で45人以上が死亡[34]。
- 2015年2月 - パンジシール州に大雪。パーヤン地区で雪崩が発生して280人以上が死亡[35]。
- 2017年2月 - アフガニスタン各地で大雪による雪崩が多数発生。ヌーリスターン州で68人以上をはじめ全土で191人以上が死亡した[36]。

### トルコ
- 2020年2月4日、5日 - トルコ東部のヴァン県で雪崩が発生。直下の道路を走行していた小型バスなどが巻き込まれた。翌5日にかけて救出活動が行われたが、再び雪崩が発生、救助隊員が巻き込まれる二次災害となった。死者38人以上、負傷者53人以上[37]。

### スイス

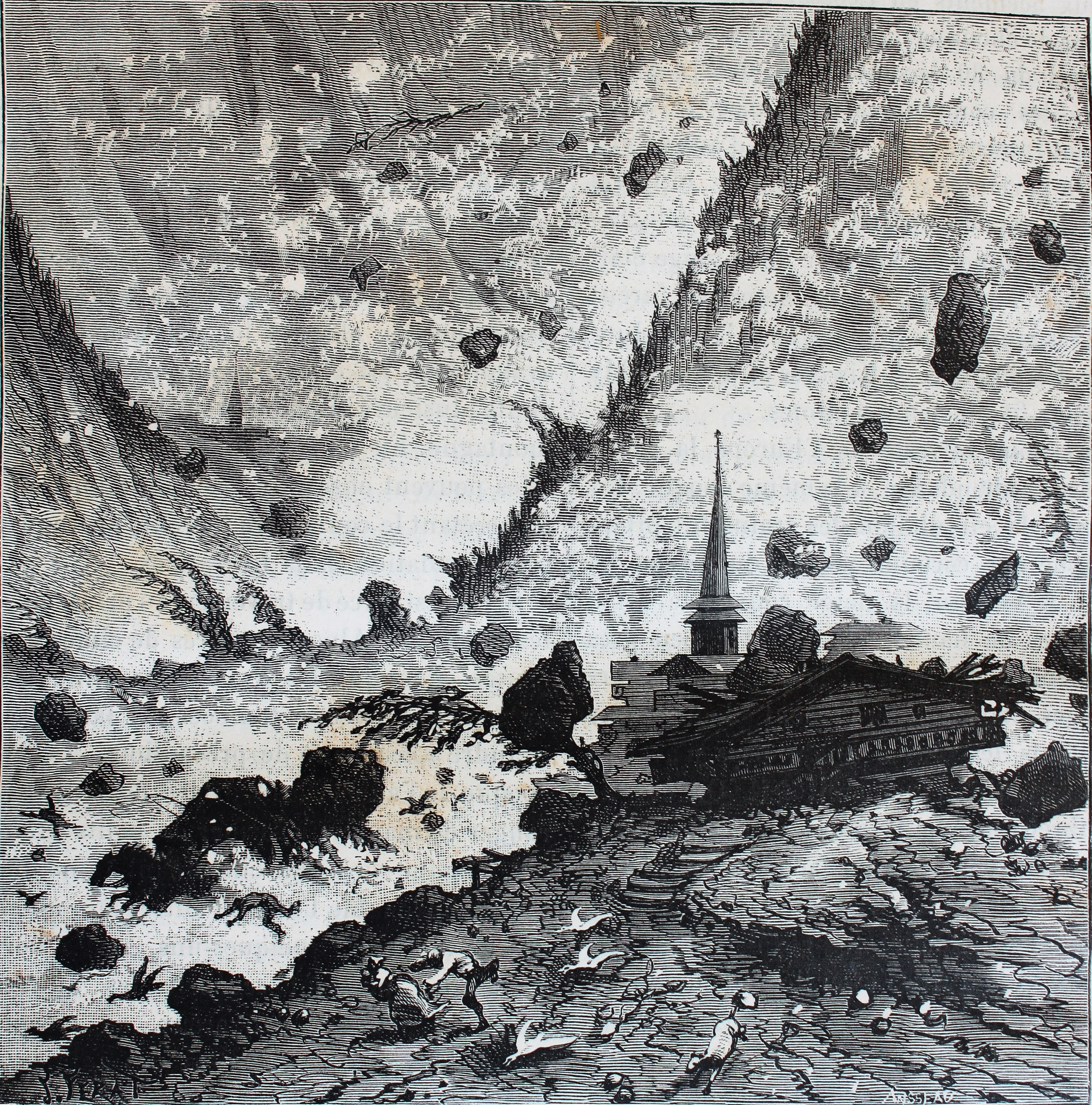
19世紀にヴァレー州で発生した雪崩（J.フェラ画）

- 1970年2月24日 - スイス南部ヴァレー地方の村レッキンゲンで雪崩が発生。死者30人はスイス史上最悪の数字となった[39]。
- 2000年代以降 - スイスの雪崩による死者数は年間平均23人となっており、そのほとんどがバックカントリーでスキーやスノーボードをしていた者となっている[40]。

## 雪崩と戦争
古くは紀元前218年のカルタゴの勇将ハンニバル率いるカルタゴ軍が、アルプス越えの際に雪崩の襲来で多数の死者を出したことが知られている。
第一次世界大戦当時、イタリア陸軍は冬のアルプス山脈を超えて進軍してくるオーストリア軍を迎え撃つにあたり、オーストリア軍が尾根を越えて下りに入ったところで背後を狙って砲撃し、着弾時の衝撃で雪崩を起こしこれに巻き込んで敵を生き埋めにする作戦をとった。また軍事作戦の都合が全てにおいて優先された結果、雪崩の頻発地帯においても部隊が配備され、行軍や陣地の設営などが行われたため、第一次大戦中、雪崩による死者は両軍で4万～5万人、一説には8万人にのぼるともいわれる。
これ以降、オーストリアやスイスでは、雪崩を軍事技術として重視した。特にスイスは空軍に「雪崩部隊」を創設し、冬になると雪崩起こしの猛訓練に励んだという。このため、第二次大戦中、ヒトラーもスイス侵攻を諦めたという。
現在ではこうした経験が生かされ、前述したアバランチコントロールの目的で人為的に小さな雪崩を発生させるために、雪崩の起き易い場所へ定期的に固定式や携帯式の小型火器を撃ち込んだり爆薬などを爆発させる方法が取られている。

## 雪崩と地形
雪崩多発地帯では、アバランチシュートといわれるU字谷に似た凹地を形成する。

## 雪崩と植生
雪崩の頻度によって撹乱の度合いが変わることで、植生自体が変わることがある。亜高山帯では、年に数十回雪崩が起こると裸地、年に数回だと草原、数年に一回だとダケカンバやナナカマドなどの低木、数十年に一回だと低木とオオシラビソとの混交林で、殆ど起こらない所ではオオシラビソの純林の植生となる。土壌などを考慮する必要もあるが、植生によって雪崩多発地帯をある程度判別することが可能である。

## 雪崩を利用した表現
- なだれ込む
- なだれ落ちる
- なだれを打つ
- 群衆雪崩